# Электроаппарат (завод, Санкт-Петербург)
Электроаппарат — промышленное предприятие в исторической части Василеостровского района г. Санкт-Петербурга. Расположено между 23-й и 24-й линиями Васильевского острова, на территории между Большим проспектом и улицей Масляный канал.

## История
Завод был основан 25 сентября 1877 как завод братьев Пульман. В 1909—1910 гг. завод Пульманов приобрело Российское Акционерное Общество «Шуккерт и К°». Компания начала выпуск электротехнического оборудования. В 1913 г. в результате слияния РАО «Шуккерт и К°» и Акционерного Общества русских электротехнических заводов «Сименс и Гальске» появилось российское АО «Сименс-Шуккерт». Руководителем предприятия был назначен Л. Б. Красин.
30 сентября 1922 года завод получил название «Электроаппарат». С 1925 года на заводе выпускались высоковольтные аппараты.
28 апреля 1968 года создано НПО «Электроаппарат» на базе завода «Электроаппарат» и Ленинградского филиала Всесоюзного электротехнического института (ВЭИ) им. Ленина. В январе 1975 года в состав объединения введён Энергомеханический завод (ЭМЗ), который ранее изготовлял высоковольтные опоры и средства механизации строительных работ.

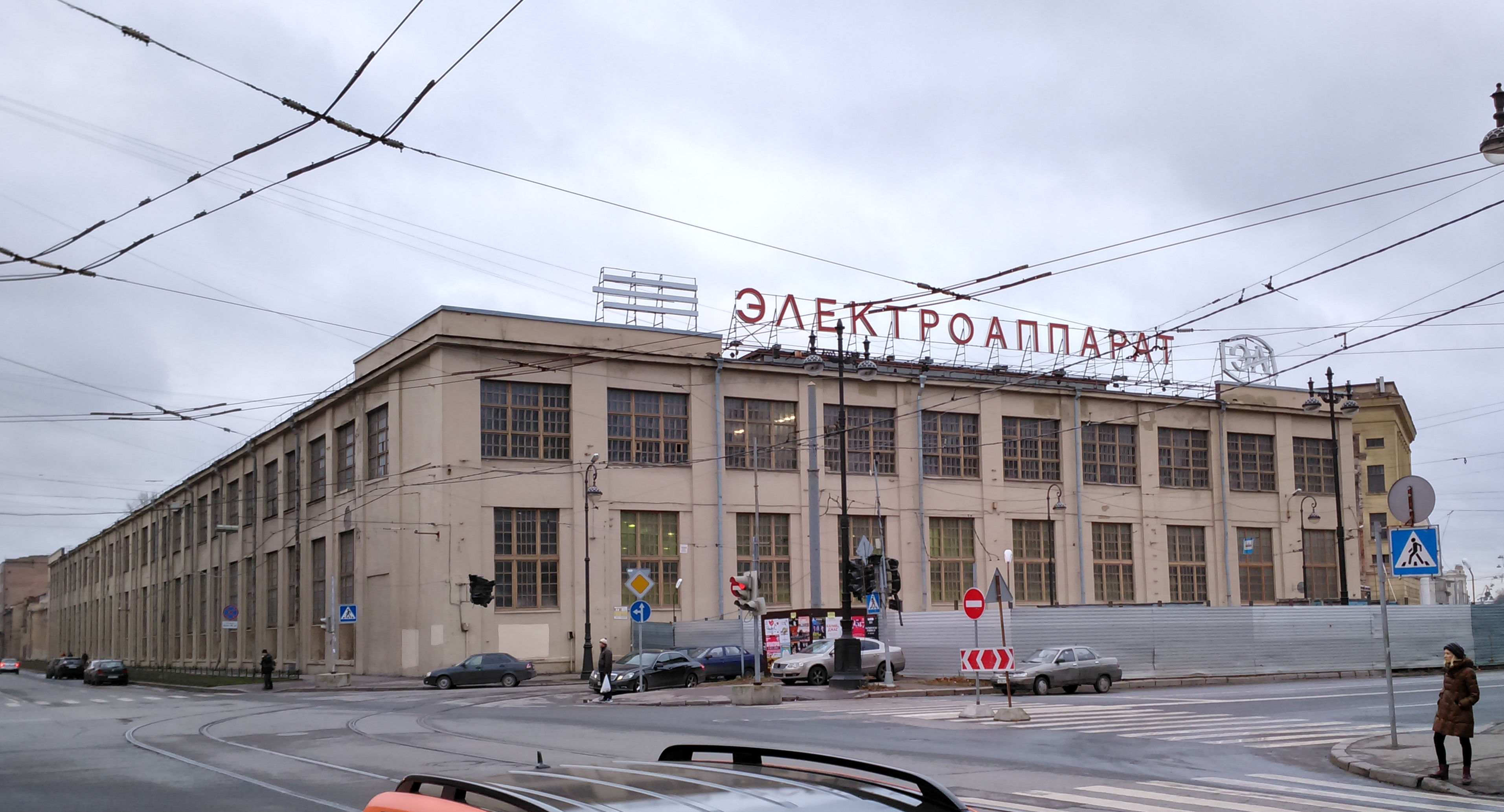

«Электроаппарат» участвовал в поставках оборудования на российские гидроэлектростанции: Братскую ГЭС, Красноярскую ГЭС, Саяно-Шушенскую ГЭС, Усть-Илимскую ГЭС, а также на Асуанский Гидроэнергетический комплекс в Египте. Среди заказчиков предприятия присутствуют атомные электростанции, ОАО «РЖД», ПАО «РусГидро», ПАО «Силовые машины».
Во второй половине 2010-х годов на предприятии освоено производство высоковольтной элегазовой арматуры для КРУЭ на напряжение от 300 кВ и выше в интересах атомной энергетики по технологии, разработанной ещё в 80-е годы в СССР, но проданной в Южную Корею в 90-е, и которую до недавнего времени приходилось закупать у Hyundai Heavy Industries (Корея). Первая поставка комплекта была произведена на стройплощадку Курской АЭС-2 проекта ВВЭР-ТОИ в 2022 году, также комплектами предприятия КРУЭ стали оснащаться и экспортные атомные блоки ВВЭР-1200.
В 2018 году ООО «Завод Электроаппарат», которое является дочерним предприятием АО ВО «Электроаппарат», стало резидентом Особой экономической зоны Санкт-Петербурга.

## Достопримечательности
На территории предприятия сохранилось несколько зданий, признанных КГИОП объектами культурного наследия. Это особняк В. С. Пульмана и производственные корпуса завода «Сименс-Шуккерт».
На территории находится также баптистский Дом Евангелия, построенный в 1910 году в стиле модерн инженером Калибердой (проход закрыт) .
На внутренней территории завода находится памятник, установленный в 1968 году, в память о сотрудниках завода «Электроаппарат», погибших в годы блокады Ленинграда и на фронте во время Великой Отечественной войны.